# Municipio de Otter Creek (condado de Jersey)
El municipio de Otter Creek (en inglés: Otter Creek Township) es un municipio ubicado en el condado de LaSalle en el estado estadounidense de Illinois. En el año 2010 tenía una población de 2970 habitantes y una densidad poblacional de 31,99 personas por km².

## Geografía
El municipio de Otter Creek se encuentra ubicado en las coordenadas 41°9′14″N 88°45′40″O / 41.15389, -88.76111. Según la Oficina del Censo de los Estados Unidos, el municipio tiene una superficie total de 92.83 km², de la cual 92,75 km² corresponden a tierra firme y (0,08 %) 0,08 km² es agua.

## Demografía
Según el censo de 2010, había 2970 personas residiendo en el municipio de Otter Creek. La densidad de población era de 31,99 hab./km². De los 2970 habitantes, el municipio de Otter Creek estaba compuesto por el 94,21 % blancos, el 1,38 % eran afroamericanos, el 0,07 % eran amerindios, el 0,67 % eran asiáticos, el 1,52 % eran de otras razas y el 2,15 % eran de una mezcla de razas. Del total de la población el 6,16 % eran hispanos o latinos de cualquier raza.